# Gerd Lossdörfer
Gerd Lossdörfer, né le 7 octobre 1943 à Nordhausen et mort le 13 juillet 2023, est un athlète allemand, spécialiste du 400 mètres haies. 

## Biographie
Il remporte la médaille d'argent du 400 m haies lors des championnats d'Europe de 1966, à Budapest, devancé par l'Italien Roberto Frinolli.

### Palmarès
| Date | Compétition           | Lieu     | Résultat | Épreuve     | Performance |
| ---- | --------------------- | -------- | -------- | ----------- | ----------- |
| 1966 | Championnats d'Europe | Budapest | 2e       | 400 m haies | 50 s 3      |

### Records
| Épreuve     | Performance | Lieu    | Date        |
| ----------- | ----------- | ------- | ----------- |
| 400 m haies | 49 s 9      | Hanovre | 7 août 1966 |